# Unterwalden (Schiff, 1902)
Die Unterwalden ist ein denkmalgeschützter Schaufelraddampfer auf dem Vierwaldstättersee in der Schweiz. Sie wird von der Schifffahrtsgesellschaft des Vierwaldstättersees (SGV) betrieben.

## Geschichte
Die damalige Dampfschiffgesellschaft des Vierwaldstättersees (DGV) bestellte den Salondampfer 1899 bei Escher Wyss in Zürich. Der Baubeschluss fiel zusammen mit jenem für den Raddampfer Uri, der jedoch bei Sulzer bestellt wurde. Die Dampfmaschine der Unterwalden wurde an der Weltausstellung Paris 1900 dem Publikum präsentiert. Am 12. November 1901 fand der Stapellauf statt und am 18. Mai 1902 wurde das Schiff dem Verkehr übergeben.
Um 1920 erhielt die Unterwalden ein geschlossenes Steuerhaus. Bei einer Hauptrevision 1942 wurde die zulässige Tragkraft von ursprünglich 850 auf 900 Personen erhöht und 1949 erfolgte ein Umbau von Kohle- auf Schwerölfeuerung. Ein grosser Umbau, der das Erscheinungsbild der Unterwalden stark veränderte, wurde 1961 vorgenommen. Ziel war es, wie bei der gleichzeitig umgebauten Uri, ein Unterfahren der neuen Acheregg-Brücke bei Stansstad zu ermöglichen, um in den Alpnachersee zu gelangen. Zusammen mit dem neuen, versenkbaren Steuerhaus, einem Teleskopkamin und Teleskopmasten wurde auf dem Oberdeck ein Schutzdach aus Aluminium errichtet.

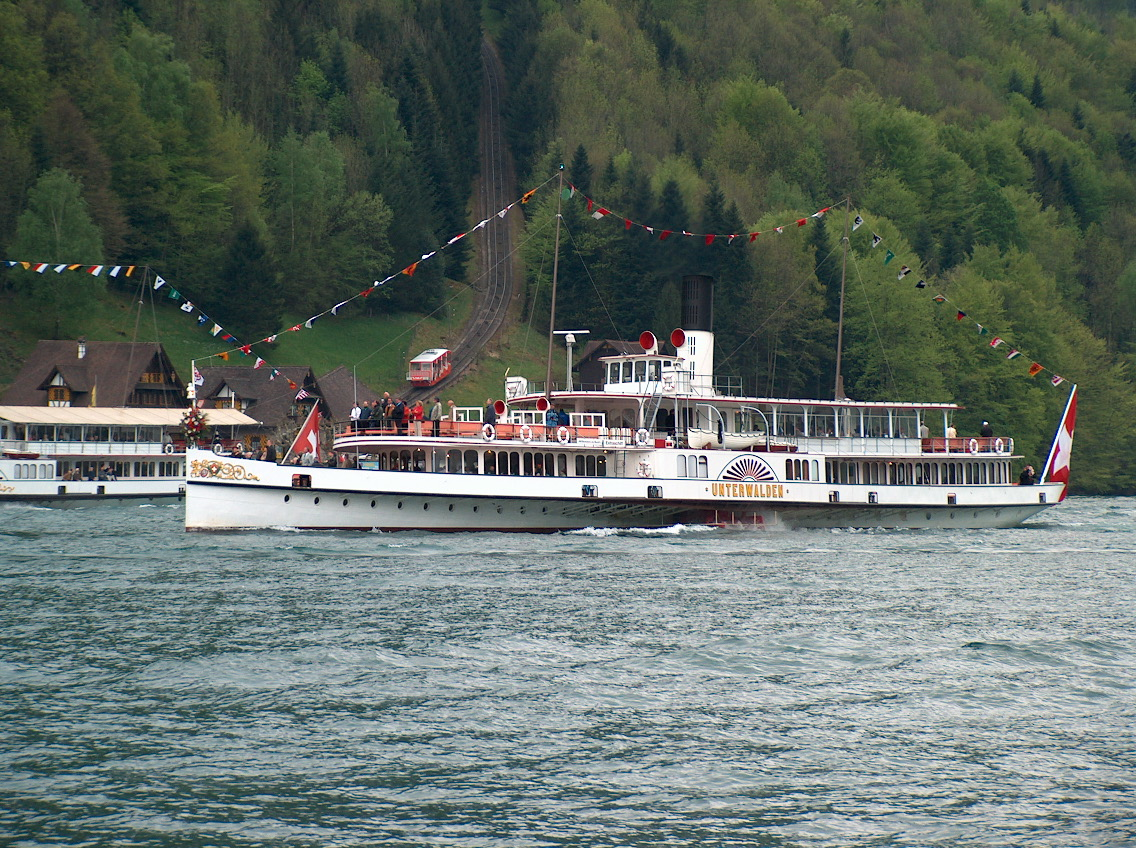
Die Unterwalden im Erscheinungsbild bis 2008 (Aufnahme 2004)

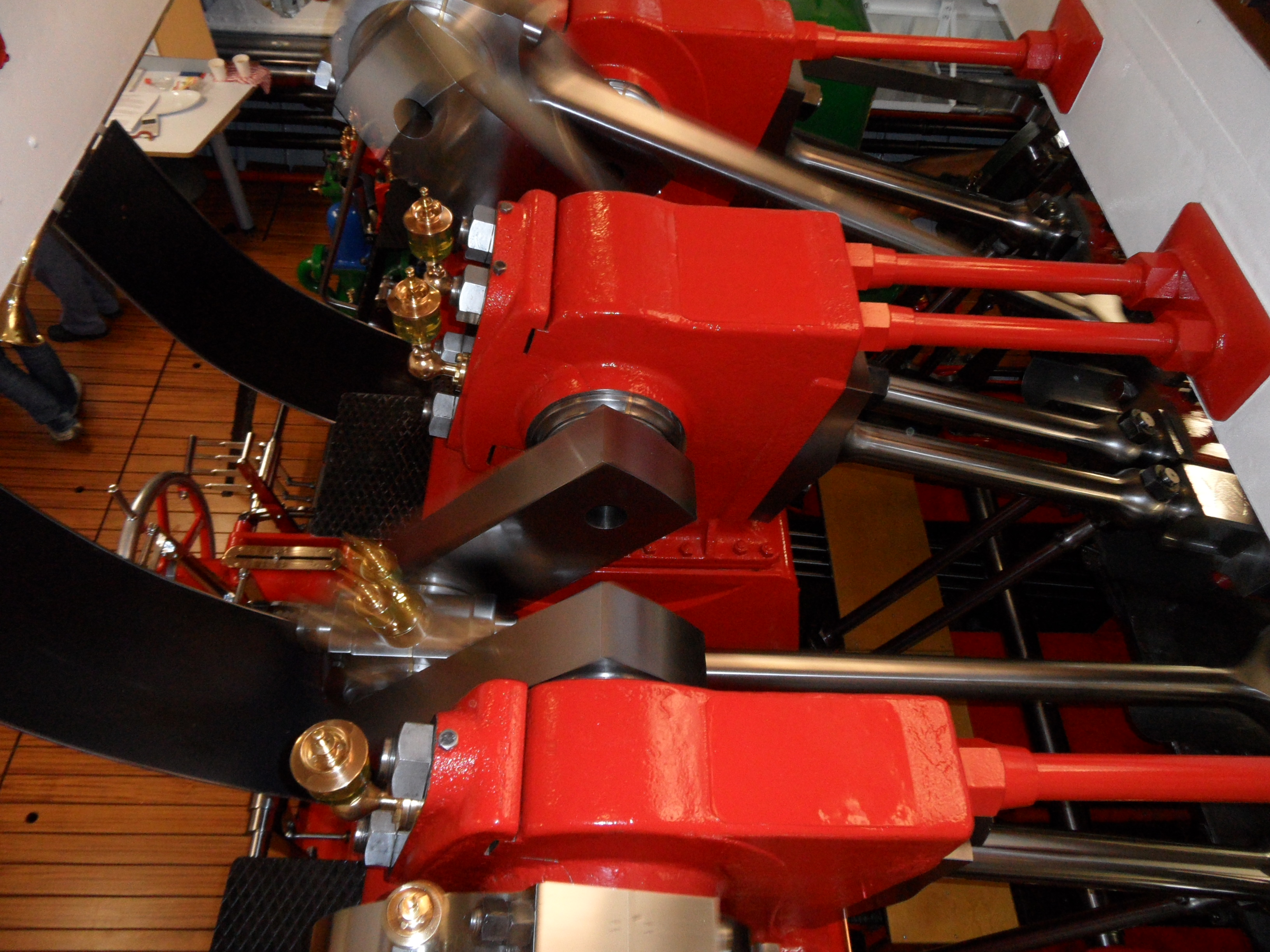
Maschine der Unterwalden

In den 1960er und 1970er Jahren verfolgte die Schifffahrtsgesellschaft den Kurs, ihre Dampfschiffe nach und nach auszurangieren und durch Motorschiffe zu ersetzen. So sollte die Unterwalden Mitte der 1970er Jahre ebenfalls durch ein Motorschiff ersetzt werden; 1976 erfolgte der Stapellauf eines gleichnamigen Motorschiffs, der heutigen Europa. Dies führte in der Luzerner Bevölkerung zu einem «Aufschrei der Empörung», zu einer Volksbewegung für den Erhalt der Dampfschiffe und zu Aktionen des bereits einige Jahre zuvor gegründeten Vereins der Dampferfreunde. Der Raddampfer Unterwalden war seit 1977 stillgelegt, jedoch beschloss die SGV 1978 seine Erhaltung, nachdem 1977 nach einer Aktienkapitalerhöhung auch Vertreter der Dampferfreunde in den Verwaltungsrat gewählt worden waren. 1982 wurde die Sanierung des Schiffes beschlossen.
Nach einer Totalerneuerung konnte die Unterwalden 1985 zu ihrer zweiten Jungfernfahrt starten. Das äussere Erscheinungsbild blieb dabei weiterhin vom Umbau von 1961 geprägt. Auf dem hinteren Oberdeck wurde ein Panoramarestaurant aufgebaut.
Ende der 2000er Jahre drängte sich eine weitere Generalrevision auf, die 2008 begann und im Frühling 2011 abgeschlossen wurde. Mit Kosten von rund 10 Millionen Schweizer Franken stellt sie die bisher grösste Revision der Unterwalden dar. Das Schiff wurde nun äusserlich in den Zustand vor 1961 zurückversetzt, wobei ein Unterfahren der Achereggbrücke, die sogenannte «Alpnachgängigkeit», weiterhin möglich blieb, was besonders die Konstruktion von versenkbarem Kamin und Steuerhaus gemäss dem Erscheinungsbild der originalen, nicht versenkbaren Elemente erschwerte. Ein geplanter Umbau von Öl- auf Gasfeuerung erwies sich aufgrund der Gesetzeslage als nicht möglich. Die beiden alten Dampfkessel wurden durch einen einzelnen neuen Kessel ersetzt. Für den Elektrizitätsbedarf wurde ein Diesel-Generator statt des bisherigen Dampfturbinengenerators gewählt, dies erstmals auf einem Dampfschiff des Vierwaldstättersees. Am 7. Mai 2011 wurde die sanierte Unterwalden mit einer Dampferparade eingeweiht.
Die Unterwalden bleibt nach dem Umbau von 2008/2011 der einzige SGV-Dampfer, der die Achereggbrücke unterfahren kann, da die Uri ihre «Alpnachgängigkeit» bei der Generalrevision von 1991 bis 1994 wieder verloren hat. Die Unterwalden ist nun für 700 Passagiere zugelassen.
Wie auch die anderen vier aktiven Vierwaldstättersee-Dampfer Uri, Schiller, Gallia und Stadt Luzern wurde die Unterwalden als Kulturgut von nationaler Bedeutung (Kategorie A) eingestuft. Sie ist das erste Dampfschiff auf dem Vierwaldstättersee, das vom Kanton Luzern als gesamtes Schiff unter Denkmalschutz gestellt wurde (auf der Schiller steht der Salon 1. Klasse unter Schutz). Sie darf damit wie alle unter Denkmalschutz gestellten Objekte «ohne Bewilligung des Bildungs- und Kulturdepartements weder renoviert, verändert, beseitigt noch sonst wie in ihrer Wirkung beeinträchtigt werden».

## Ausstattung
Der Salon 1. Klasse der Unterwalden wurde, wie schon der Salon der Uri, von der Firma Filippo Cassina aus Mailand gestaltet. Er ist im Stil des Neu-Rokoko gehalten und weist einen Parkettboden mit aufwändigen Intarsien sowie geätzte Glastüren auf. Bugzier ist das Schweizerkreuz.

## Einsatz und Zwischenfälle
Die Unterwalden wird sowohl für Linien- als auch für Charterfahrten eingesetzt. Mit Stand Ende Saison 2009 hatte sie 1'723'530 km geleistet. Prominente Fahrgäste auf der Unterwalden waren 1946 Winston Churchill, im Frühling 1986 der finnische Staatspräsident Mauno Koivisto zusammen mit Bundespräsident Alphons Egli anlässlich eines Staatsbesuchs und 1987 König Hussein von Jordanien mit seiner Frau Nūr. 2013 besuchte mit Sauli Niinistö erneut ein finnischer Staatspräsident die Unterwalden, zusammen mit Bundespräsident Ueli Maurer.
Am 30. Oktober 1923 strandete die Unterwalden bei Beckenried durch ein Versehen des Steuermanns. Menschen kamen dabei keine zu Schaden, jedoch zogen sich die notwendigen Reparaturarbeiten bis ins Jahr 1924 hin. Am 13. Februar 1956 fuhr das Schiff bei Kehrsiten in dichtem Nebel in eine Mauer der Uferböschung und grub sich sieben Meter ins Land. Trotzdem erwies sich der Schaden als gering und das Schiff stand bald wieder im Einsatz. Am 19. August 2016 kollidierte die Unterwalden mit der Schiller. Auch bei diesem Zwischenfall kamen keine Personen zu Schaden. Während die Schiller nach einer Notreparatur schon am folgenden Tag den Dienst im Kurseinsatz wieder aufnehmen konnte, waren bei der stärker beschädigten Unterwalden etwas umfangreichere Reparaturarbeiten am Bug nötig, auch sie konnte jedoch am Samstag, 27. August 2016 den fahrplanmässigen Betrieb wieder aufnehmen.

## Film
- Anne Mesecke: Legendäre Raddampfer (1/5) – Mit der Unterwalden über den Vierwaldstättersee. Dokumentationsfilm des MDR, Deutschland, 2011, 44 Minuten. Inhalt: die ersten Fahrten nach der grössten Renovation ihrer Geschichte, Interviews mit Maschinist und Schiffsführer etc.
- Der Tatort „Der Elefant im Raum“ von 2019 spielt teilweise auf der Unterwalden.